# Tour-en-Bessin
Pour les articles homonymes, voir Tour.
Tour-en-Bessin est une commune française, située dans le département du Calvados en région Normandie, peuplée de 694 habitants.

## Géographie
Tour-en-Bessin est une commune du Bessin située sur la route nationale 13 à six kilomètres à l'ouest de Bayeux.
| Mosles         | Étréham        | Maisons          |
| Mosles, Crouay | Tour-en-Bessin | Sully, Vaucelles |
| Crouay         | Cottun         | Cussy            |

### Hydrographie
La commune est située dans le bassin Seine-Normandie. Elle est drainée par le Cachiau et l'Orbec,,.

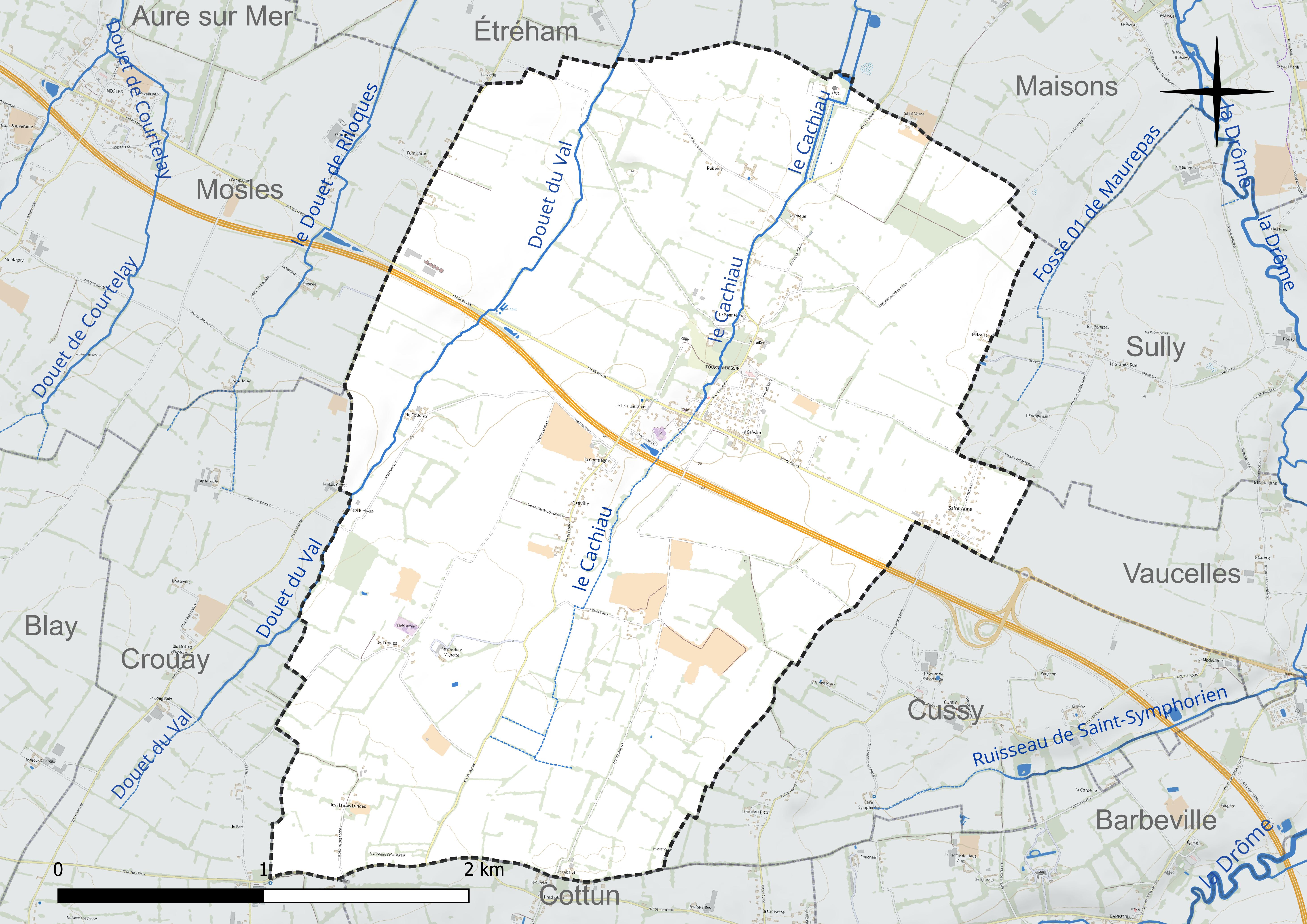
Réseau hydrographique de Tour-en-Bessin.

### Climat
Pour des articles plus généraux, voir Climat de la Normandie et Climat du Calvados.
En 2010, le climat de la commune est de type climat océanique franc, selon une étude du CNRS s'appuyant sur une série de données couvrant la période 1971-2000. En 2020, Météo-France publie une typologie des climats de la France métropolitaine dans laquelle la commune est exposée à un climat océanique et est dans la région climatique  Normandie (Cotentin, Orne), caractérisée par une pluviométrie relativement élevée (850 mm/a) et un été frais (15,5 °C) et venté. Parallèlement le GIEC normand, un groupe régional d'experts sur le climat, différencie quant à lui, dans une étude de 2020, trois grands types de climats pour la région Normandie, nuancés à une échelle plus fine par les facteurs géographiques locaux. La commune est, selon ce zonage, exposée à un « climat des plateaux abrités », correspondant à la plaine agricole de Caen à Falaise, sous le vent des collines de Normandie et proche de la mer, se caractérisant par une pluviométrie et des contraintes thermiques modérées.
Pour la période 1971-2000, la température annuelle moyenne est de 10,8 °C, avec  une amplitude thermique annuelle de 11,3 °C. Le cumul annuel moyen de précipitations est de 759 mm, avec 13,2 jours de précipitations en janvier et 7,1 jours en juillet. Pour la période 1991-2020, la température moyenne annuelle observée sur la station météorologique la plus proche, située sur la commune de Balleroy-sur-Drôme à 14 km à vol d'oiseau, est de 11,2 °C et le cumul annuel moyen de précipitations est de 924,3 mm,. Pour l'avenir, les paramètres climatiques de la commune estimés pour 2050 selon différents scénarios d'émission de gaz à effet de serre sont consultables sur un site dédié publié par Météo-France en novembre 2022.

## Urbanisme

### Typologie
Au 1er janvier 2024, Tour-en-Bessin est catégorisée commune rurale à habitat dispersé, selon la nouvelle grille communale de densité à 7 niveaux définie par l'Insee en 2022.
Elle est située hors unité urbaine. Par ailleurs la commune fait partie de l'aire d'attraction de Bayeux, dont elle est une commune de la couronne,. Cette aire, qui regroupe 29 communes, est catégorisée dans les aires de moins de 50 000 habitants,.

### Occupation des sols
L'occupation des sols de la commune, telle qu'elle ressort de la base de données européenne d'occupation biophysique des sols Corine Land Cover (CLC), est marquée par l'importance des territoires agricoles (95,6 % en 2018), en diminution par rapport à 1990 (97,1 %). La répartition détaillée en 2018 est la suivante : 
terres arables (50,9 %), prairies (44,6 %), zones urbanisées (4,4 %). L'évolution de l'occupation des sols de la commune et de ses infrastructures peut être observée sur les différentes représentations cartographiques du territoire : la carte de Cassini (XVIIIe siècle), la carte d'état-major (1820-1866) et les cartes ou photos aériennes de l'IGN pour la période actuelle (1950 à aujourd'hui).

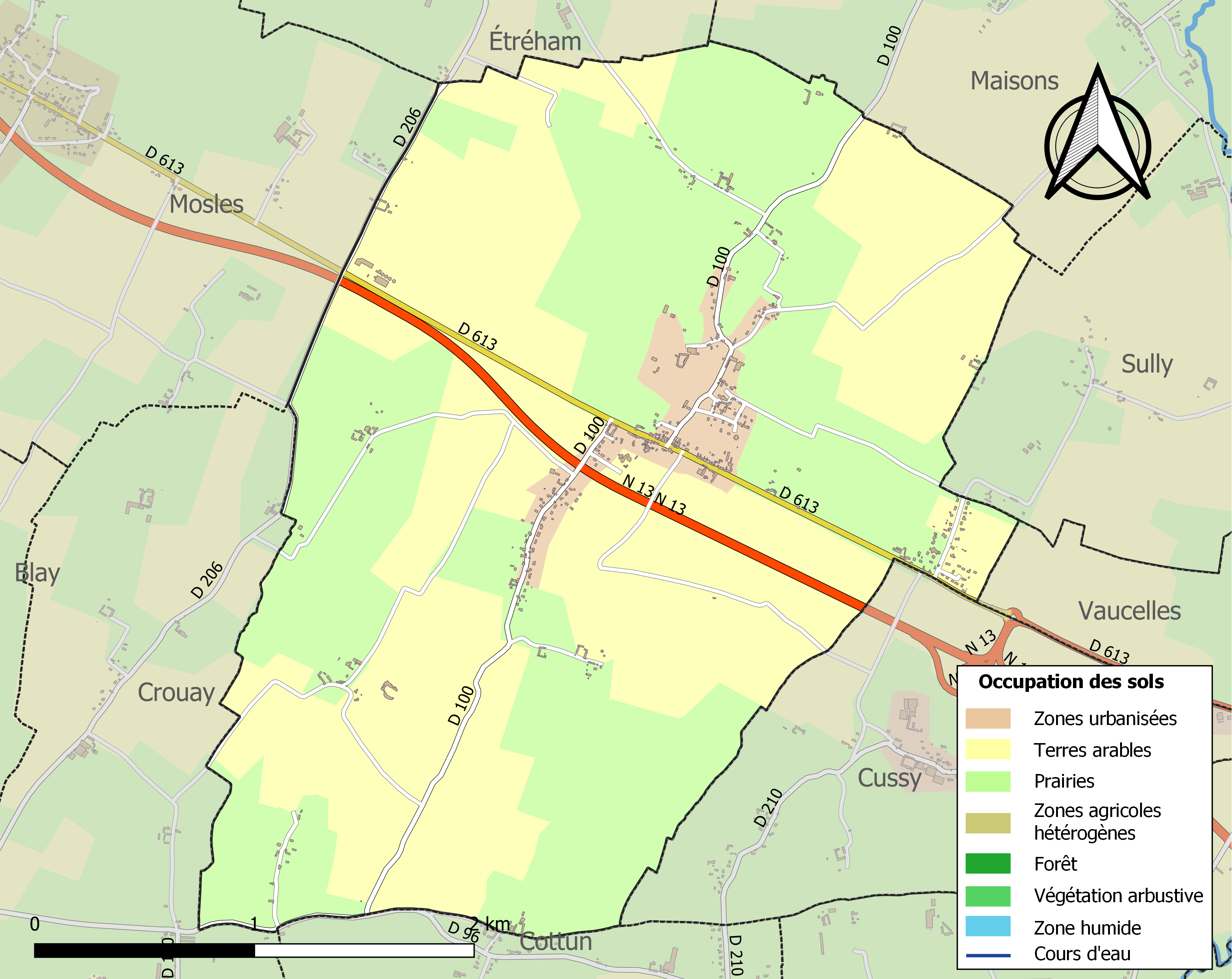
Carte des infrastructures et de l'occupation des sols de la commune en 2018 (CLC).

## Toponymie
Le nom de la localité est attesté sous les formes Tor, Tur en 1089, Turre en 1113, Tornum en 1128 - 1129, Turris en 1195, Tor en 1277, Toure en 1418, Le Tour en 1667,,.
La chute du [n] assez précoce dans des mots d'ancien français comme jour (< jorn cf. journée) ou four (< forn cf. patronyme Fournier) ne permet pas de savoir laquelle des deux latinisations Turris de 1195 (Turre 1113) ou Tornum de 1128 - 1129 est juste, l'une comme l'autre ayant abouti à Tour. Albert Dauzat n'évoque que la solution Torn-, qu'il propose d'expliquer par l'ancien français tor, tur (masculin) > tour « tournant », tout en envisageant également l'élément pré-latin turno- que l'on trouve, avec ou sans suffixe, dans les différents Tour (Tour-en-Sologne, in Turno VIIIe siècle, Tours-sur-Marne, Turnum 886, etc.), Tournai, Tournay, Tornac, etc.,. Xavier Delamarre considère que turno- est celtique (gaulois) et signifie peut-être « hauteur », cf. breton torn-aot « hauteur du rivage », « falaise ». Tour-en-Bessin se situe en effet sur une légère élévation par rapport aux communes avoisinantes. Cependant, la forme Tornum est isolée, et malgré Le Tour, certains spécialistes envisagent aussi l'hypothèse *La Tour, du latin turris qui évoquerait une tour située sur la route de Bayeux à Cherbourg.
Le déterminant complémentaire en-Bessin a été ajouté postérieurement à 1667, pour empêcher l'homonymie avec d'autres Tour.

## Politique et administration
| Période                                  | Période    | Identité          | Étiquette | Qualité                                            |
| ---------------------------------------- | ---------- | ----------------- | --------- | -------------------------------------------------- |
| maire en 1900                            | ?          | Jean de Vaulogé   |           | Conseiller d'arrondissement du canton de Trévières |
| juin 1995                                | mars 2008  | Christian Legrand | DVG       | Agriculteur                                        |
| mars 2008                                | avril 2008 | Serge Briard      | SE        | Cadre                                              |
| avril 2008                               | En cours   | Frédéric Renaud   | SE        | Cadre en industrie pharmaceutique                  |
| Les données manquantes sont à compléter. |            |                   |           |                                                    |

Le conseil municipal est composé de quinze membres dont le maire et trois adjoints[réf. souhaitée].

### Équipement
Tour-en-Bessin bénéficie de différents services :
- la salle municipale des fêtes Marcel-Leroy  (100 personnes),
- la salle de l'ancienne école,
- la Maison des associations Albert-Louis,
- le groupe scolaire Victor-Paquet,
- une agence postale.

## Démographie
L'évolution du nombre d'habitants est connue à travers les recensements de la population effectués dans la commune depuis 1793. Pour les communes de moins de 10 000 habitants, une enquête de recensement portant sur toute la population est réalisée tous les cinq ans, les populations de référence des années intermédiaires étant quant à elles estimées par interpolation ou extrapolation. Pour la commune, le premier recensement exhaustif entrant dans le cadre du nouveau dispositif a été réalisé en 2006.
En 2022, la commune comptait 694 habitants, en évolution de +6,28 % par rapport à 2016 (Calvados : +1,58 %, France hors Mayotte : +2,11 %).
| 1793 | 1800 | 1806 | 1821 | 1831 | 1836 | 1841 | 1846 | 1851 |
| ---- | ---- | ---- | ---- | ---- | ---- | ---- | ---- | ---- |
| 601  | 364  | 642  | 726  | 745  | 725  | 727  | 700  | 694  |

| 1856 | 1861 | 1866 | 1872 | 1876 | 1881 | 1886 | 1891 | 1896 |
| ---- | ---- | ---- | ---- | ---- | ---- | ---- | ---- | ---- |
| 709  | 725  | 674  | 650  | 640  | 639  | 621  | 609  | 604  |

| 1901 | 1906 | 1911 | 1921 | 1926 | 1931 | 1936 | 1946 | 1954 |
| ---- | ---- | ---- | ---- | ---- | ---- | ---- | ---- | ---- |
| 591  | 538  | 504  | 414  | 364  | 404  | 401  | 381  | 437  |

| 1962 | 1968 | 1975 | 1982 | 1990 | 1999 | 2006 | 2011 | 2016 |
| ---- | ---- | ---- | ---- | ---- | ---- | ---- | ---- | ---- |
| 414  | 452  | 418  | 421  | 512  | 504  | 585  | 593  | 653  |

| 2021 | 2022 | - | - | - | - | - | - | - |
| ---- | ---- | - | - | - | - | - | - | - |
| 684  | 694  | - | - | - | - | - | - | - |

## Économie
La commune se situe dans la zone géographique des appellations d'origine protégée (AOP) Beurre d'Isigny et Crème d'Isigny.

## Culture locale et patrimoine

### Lieux et monuments
- À la fin du XIe siècle, l'église Saint-Pierre fut donnée en dotation par Odon de Conteville, évêque de Bayeux et frère de Guillaume le Conquérant, au monastère de Saint-Vigor-le-Grand lors de sa fondation. Tour-en-Bessin fut siège de doyenné, ce qui justifie le grand volume de l'église.
- Le château de Vaulaville construit au début du XVIIIe siècle est ouvert aux visiteurs et présente un intérieur avec boiseries, des collections de meubles du XVIIIe siècle, de porcelaine de Bayeux et de jouets anciens. Le musée est authentique. Ce château est classé monument historique.
- Le château de Tour-en-Bessin date du 2e quart du XVIIIe siècle. Propriété privée, il n'est pas ouvert aux visiteurs.

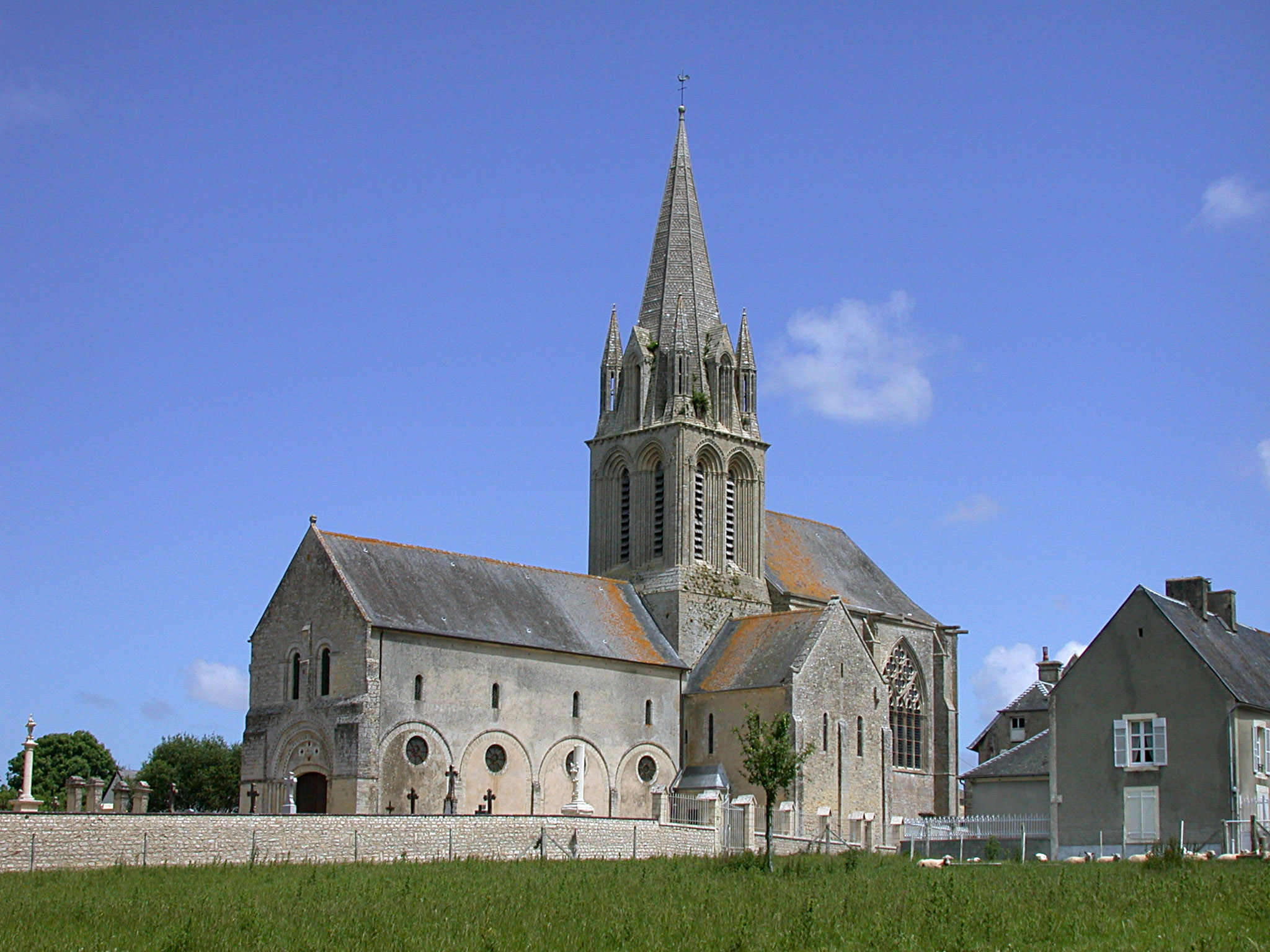
L'église Saint-Pierre.
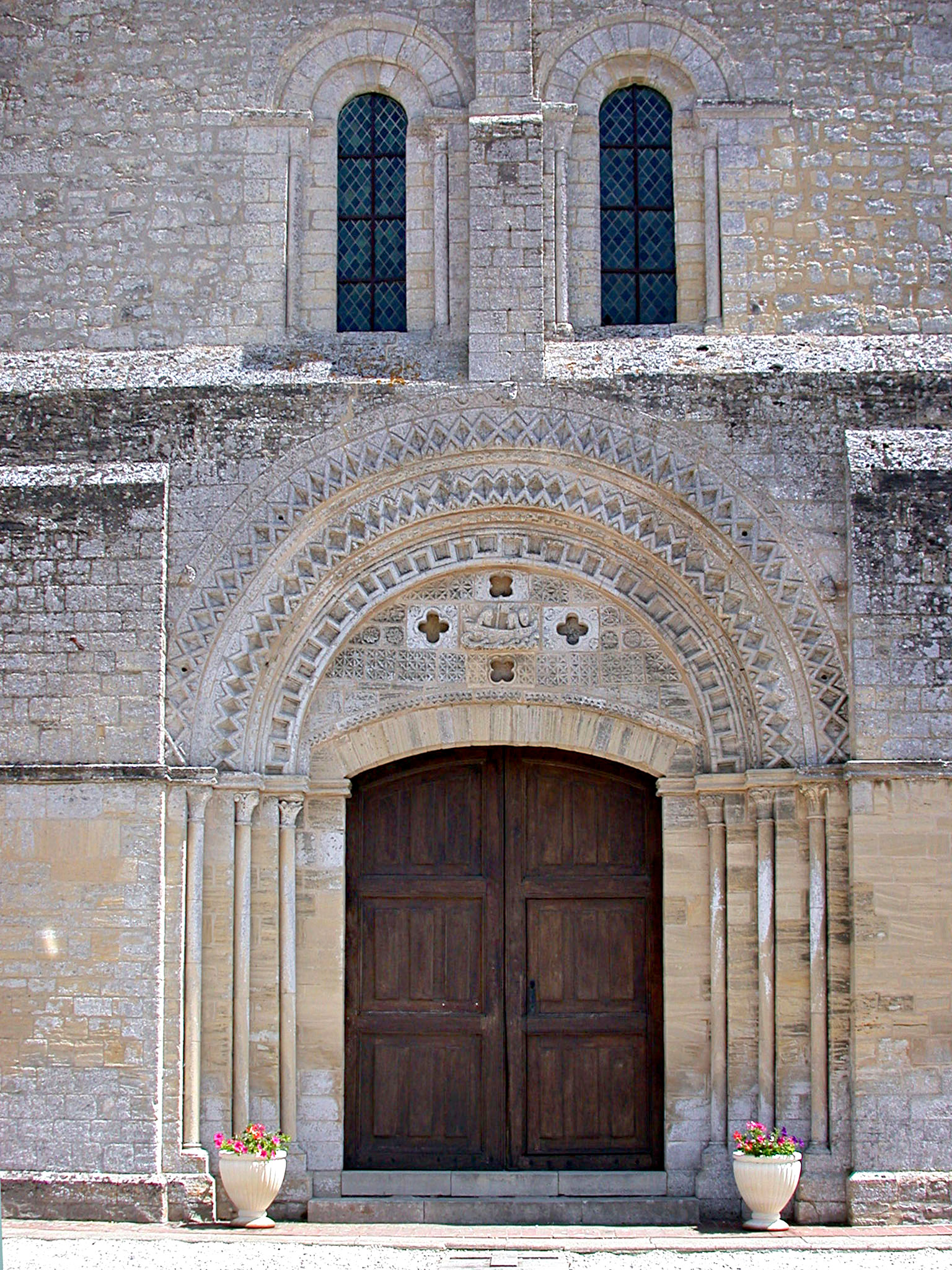
Le portail ouest de l'église Saint-Pierre.
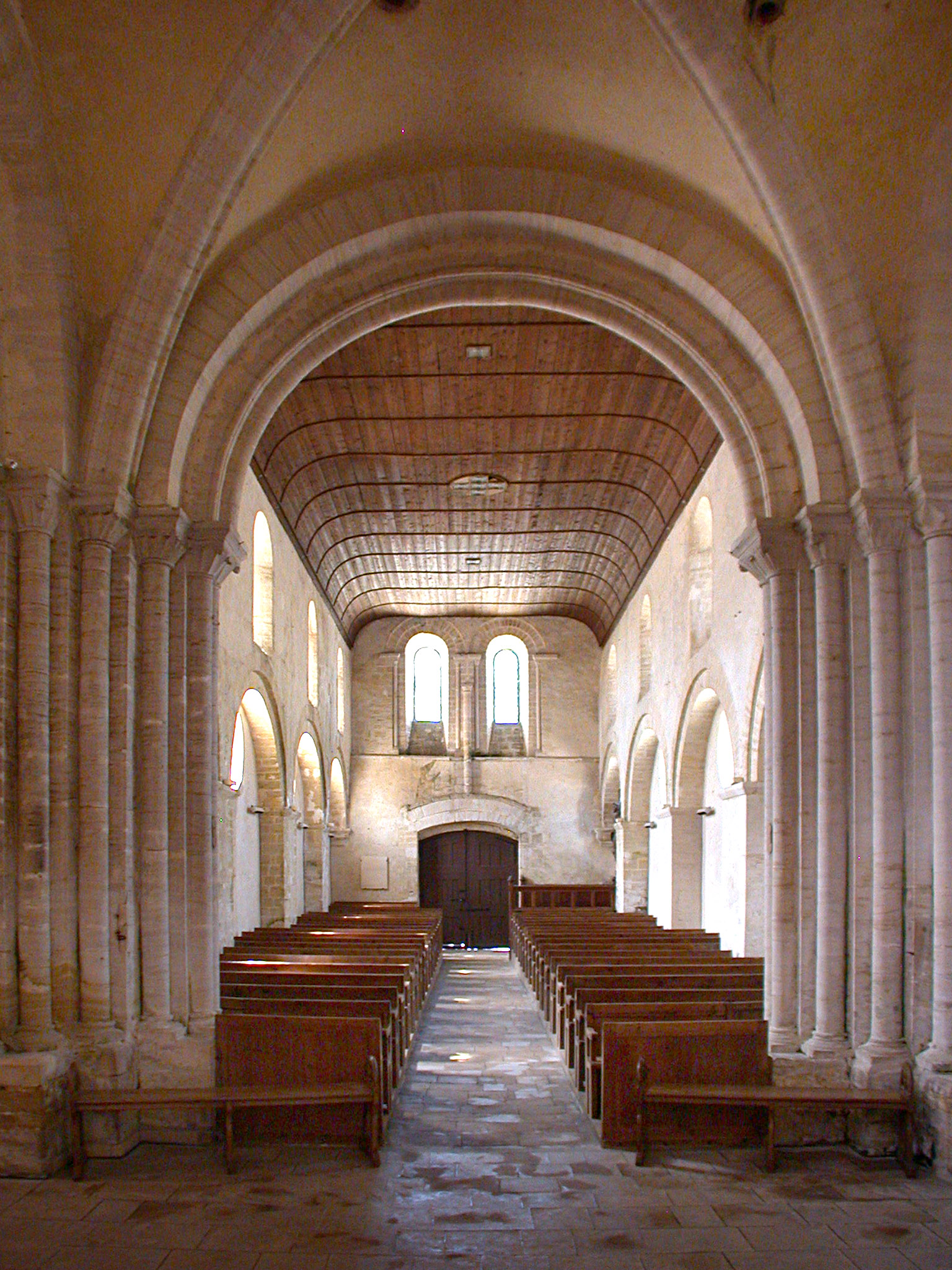
La nef de l'église Saint-Pierre.
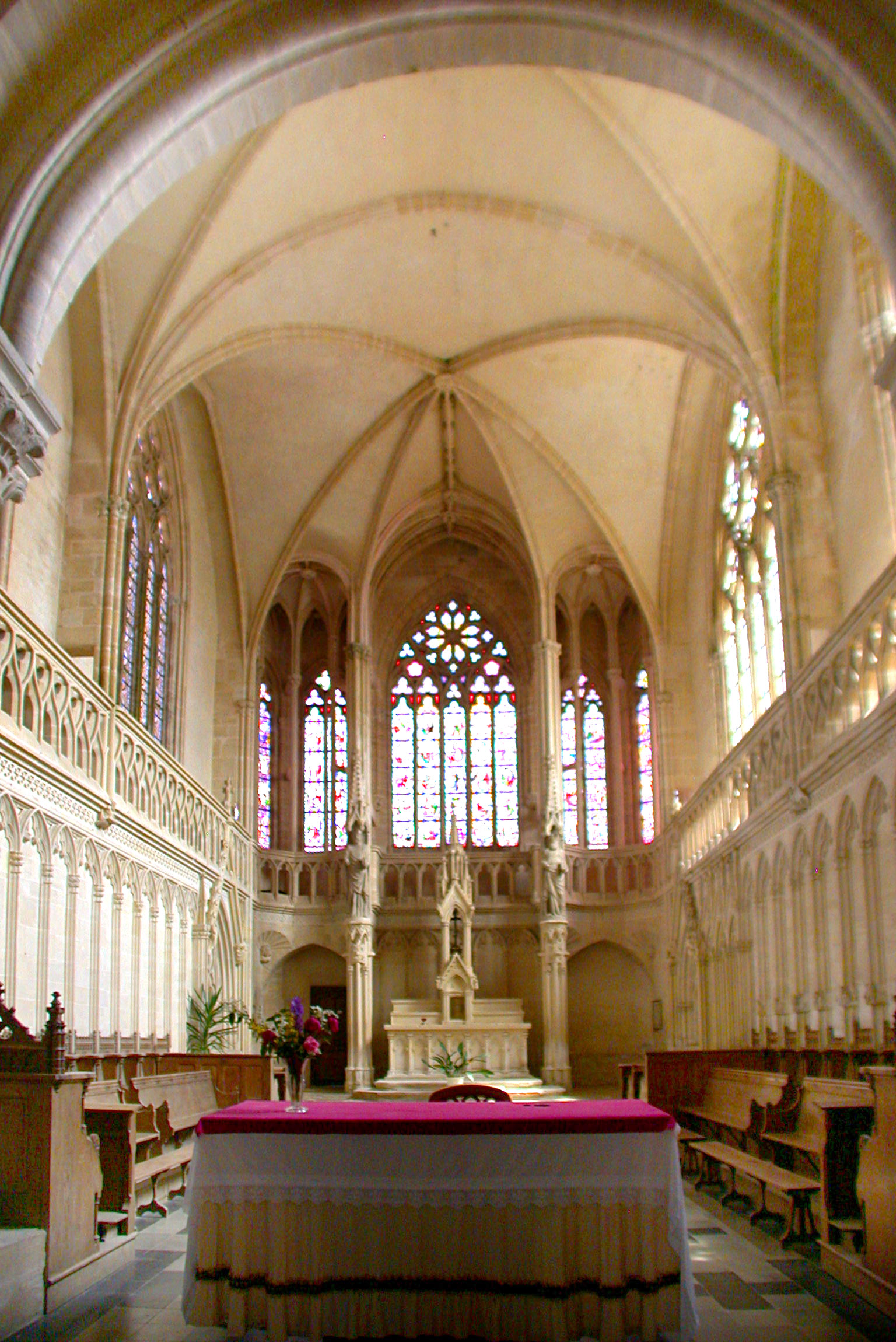
Le chœur de l'église Saint-Pierre.
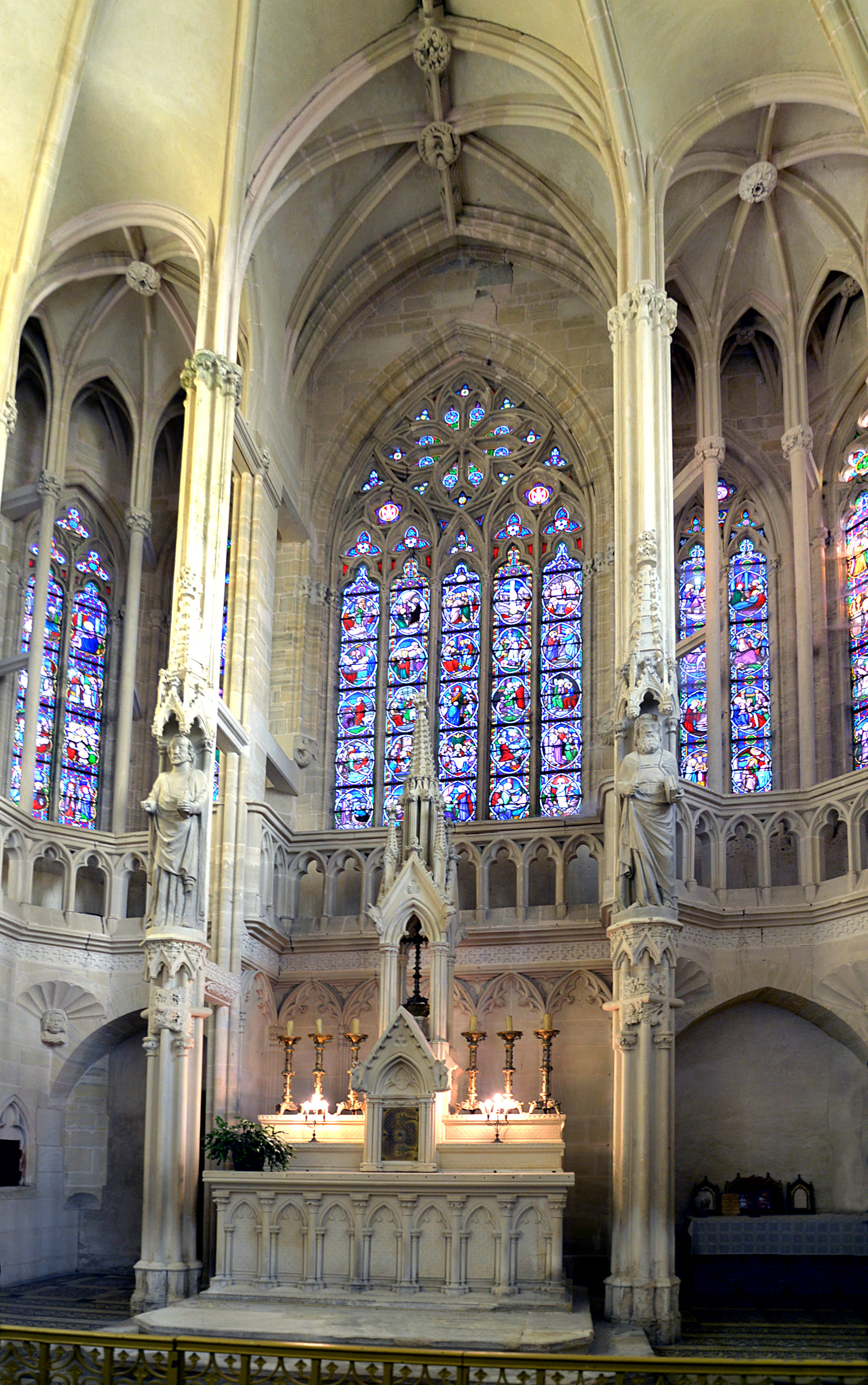
Le maïtre-autel de l'église Saint-Pierre.
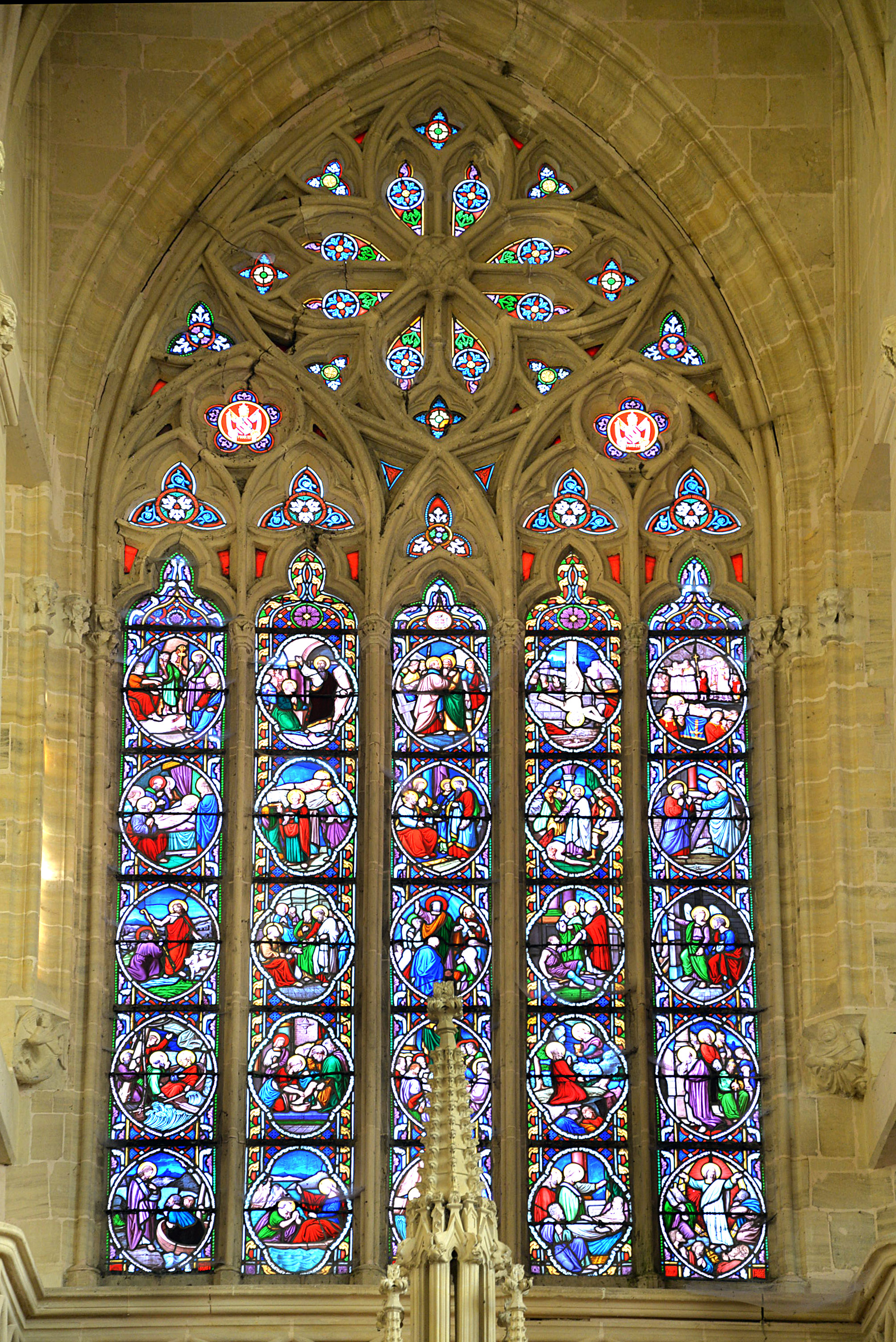
La verrière de l'église Saint-Pierre.
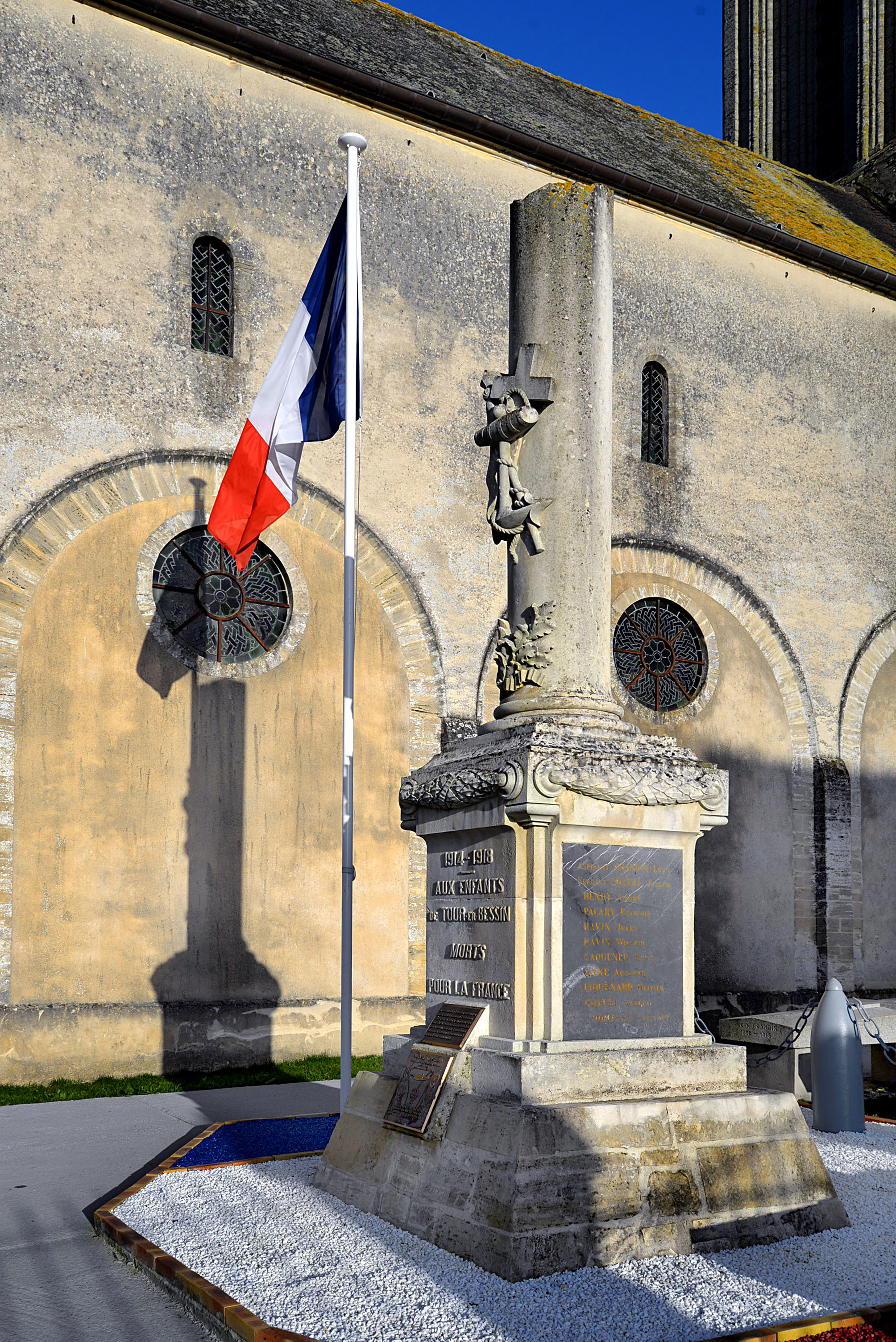
Le monument aux morts.

### Activité et manifestations
La commune propose un parc de loisirs comprenant :
- un terrain de pétanque,
- un espace multi-jeux.
- des tables de pique-nique.

### Personnalités liées à la commune

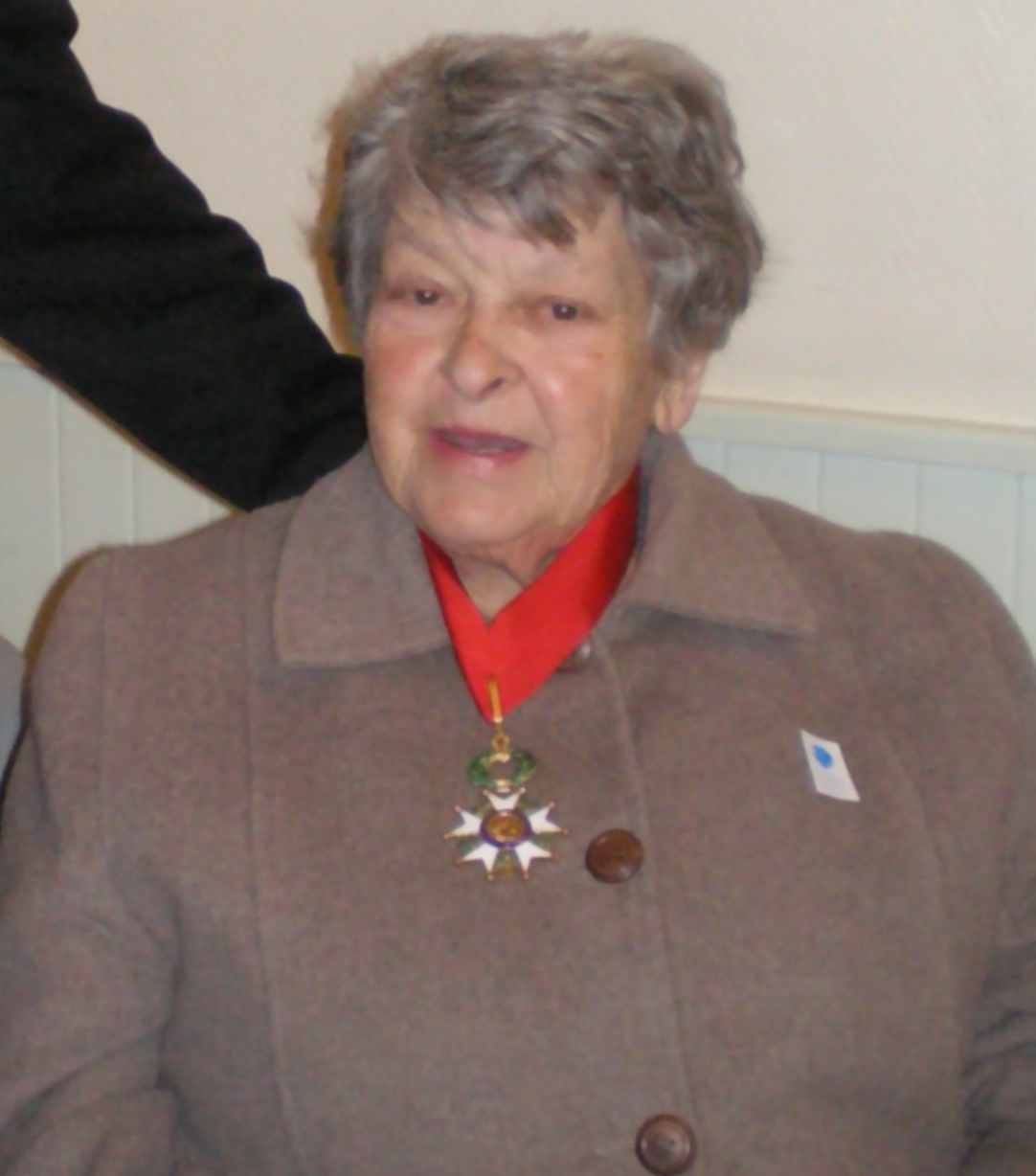
Monique Corblet.

- Monique Corblet de Fallerans, résistante, déportée à Ravensbrück pour faits de résistance, morte le 15 avril 2012 à l'âge de 88 ans, était la fille de Philippe Livry-Level, député du Calvados, Compagnon de la Libération.

### Héraldique
| Blason de Tour-en-Bessin | Blason  | Coupé ondé : au 1er d'azur à l'église d'argent accostée de deux châteaux à deux tours couvertes du même et ouverts du champ, le tout surmonté du nom de la commune en lettres capitales d'or, au 2e d'azur à deux léopards d'or, armés et lampassés d'azur l'un au-dessus de l'autre. |
| Blason de Tour-en-Bessin | Détails | Les deux léopards d'or des armoiries de Tour-en-Bessin rappellent les armoiries de la Normandie. |